# A. R. Penck
A. R. Penck (alemany: Ralf Winkler)  (Dresden, 5 d'octubre de 1939 - Zúric, 2 de maig de 2017), va ser un pintor, escultor, artista gràfic i bateria alemany.

## Biografia
Va estudiar al costat d'un grup de pintors neoexpressionistes. Sota el règim comunista, va ser vigilat per la policia secreta per ser considerat dissident. A finals de la dècada de 1970 va participar en diverses presentacions d'art a Berlín Occidental i va ser pioner de les primeres obres de lliure discurs a Berlín Oriental.
En particular els treballs realitzats per Penck van ser majorment exposats en galeries d'art i alguns museus en l'occident a partir de principis de la dècada de 1980. Entre els seus treballs d'art visual més importants va exposar en Zeitgeist donat a conèixer al museu Martin Gropius Bau i en l'exposició d'Art Modern al Tate Britain el 1983.
En els anys 1980 destresa amb la pintura pictogràfica i amb el seu característic art totèmic i l'ús de formes primitives per l'esbós de les formes humanes. Pel que ha treballat en diverses presentacions internacionals d'art, a Nova York i Londres principalment.
Les escultures de Penck, encara que menys familiars, evoquen els mateixos temes primitius que les seves pintures i dibuixos i utilitza materials comuns com ara fusta, ampolles, caixes de cartró, llaunes, cinta d'embalatge, paper d'estany i d'alumini, filferros i engrut, totes pintades muntades amb simplicitat i espontaneïtat.
Malgrat el poc detall estètic, la qualitat aspra i simplicitat de la construcció desl obvres, tenen les mateixes formes antropomorfes simbòliques, com el de les seves pintures simbòliques planes. Les pintures podrien ser influenciades pels treballs de Paul Klee i barregen la plana de l'escriptura egípcia o maia amb la cruesa de les últimes pintures negres, com les de Jackson Pollock. Les escultures evoquen sovint els caps de pedra de l'illa de Pasqua i d'altres manifestacions de l'art polinèsic.
A.R. Penck, a més era un baterista i percussionista membre del grup de rock «Triple Trip Touch». Va aprofitar cada oportunitat que va tenir per tocar amb alguns dels millors músics de jazz del final dels anys 1980, incloent Butch Morris, organitzant esdeveniments musicals i exposicions d'art a can seva a Heimbach el 1990 amb la col·laboració de Lee Lennie, Ana Homler i les pintures de Christine Kuhn.
A.R. Penck treballava a Berlín, Düsseldorf, Dublín i Nova York.